# Muhammad Alanqar
Muhámmad al-Anqar, Mohámed "el tuerto", fue el primer gobernador tuyibí de la Taifa de Zaragoza. Fue nombrado en el año 890 y fue gobernador hasta 925, es decir, gobernó durante treinta y cinco años. A él le sucedió Háshim at-Tuyibi (925-930).
- Datos: Q6025918